# Lecania hutchinsiae
Lecania hutchinsiae är en lavart som först beskrevs av William Nylander och som fick sitt nu gällande namn av Annie Lorrain Smith. 
Lecania hutchinsiae ingår i släktet Lecania och familjen Ramalinaceae. Arten är reproducerande i Sverige. Inga underarter finns listade i Catalogue of Life.